# Bádice
Bádice (in ungherese Béd) è un comune della Slovacchia facente parte del distretto di Nitra, nella regione omonima.